# Eta Orionis
Eta Orionis (η Orionis / η Ori, auch Saiph, Algjebbah oder Ensis (lat. „zweischneidiges Langschwert“; da der Stern die blanke Waffe des Orion repräsentiert)) ist ein Doppelstern im Sternbild Orion, leicht westlich des Oriongürtels zwischen Delta Orionis und Rigel. Eta Orionis gehört zum Orionarm.